# Спіріт: Душа прерій
«Спі́ріт: Душа́ пре́рій» (англ. Spirit: Stallion of the Cimarron, дос. «Спіріт: Жеребець Сімаррону») — американський анімаційний фільм 2002 року, створений студією DreamWorks Animation. Був номінований на премію «Оскар». Автор сценарію – Джон Фуско, режисери-дебютанти — Келлі Есбері та Лорна Кук.
«Спіріт» — сьома анімаційна робота студії DreamWorks Animation, прем'єра якого відбулася 24 травня 2002 року. На відміну від більшості анімаційних фільмів, тварини зображені не в антропоморфному стилі — коні спілкуються не «як люди», а за допомогою тваринних звуків та мовою тіла. Розповідь про події йде від імені головного героя, слова якого озвучує актор Метт Деймон.

## Сюжет
Дикий мустанг на ім'я Спіріт — жеребець, що живе в степах Дикого Заходу. Ставши вожаком свого табуна, він захищає мустангів від чотириногих хижаків і першим приймає на себе удар, коли до них наближаються двоногі вороги — солдати армії США, що будують залізницю і воюють з місцевими індіанцями. Ціною власної свободи Спіріту вдається врятувати інших від упряжі, але навіть найдосвідченішим вершникам не вдається осідлати його самого — надто вже він прудкий, сильний і гарячий. Тільки полоненому зовсім юному індіанцю Спіріт дається в руки, щоб разом із ним утекти подалі від нестримного наступу цивілізації.

## Актори
- Метт Деймон — Спіріт
- Джеймс Кромвел — Полковник (персонаж оснований на образі Джорджа Армстронга Кастера)
- Даніель Стаді — Мала затока (Літл Крік)
- Чоппер Бернет — сержант Адамс
- Джеф ЛеБо — Мерфі / залізничний майстер
- Річард МакГонагл — Білл
- Чарльз Неп'єр — Рой